# Distinguished Service Medal (Stati Uniti)
Col termine Distinguished Service Medal si identifica un gruppo di più alte onorificenze civili e militari (in quest'ultimo caso però non legate ad azioni operative) concesse negli Stati Uniti.

## Storia
La creazione della Distinguished Service Medal venne autorizzata con decreto presidenziale datato 2 gennaio 1918 e successivamente approvato dal Congresso il 9 luglio di quell'anno esplicitamente ed unicamente per le forze armate di terra statunitensi impegnate nel primo conflitto mondiale. Successivamente, la medaglia si è divisa in una serie di varianti.
La medaglia venne creata per gratificare il servizio reso in un ente governativo, come ufficiale nelle forze armate o in un altro ente pubblico statunitense.
Data la sua natura duplice, sia civile che militare, la medaglia viene concessa in due ordini distinti a loro volta suddivisi in specifiche aree di merito:
| Nastro   | Onorificenza                               | Data di fondazione |
| -------- | ------------------------------------------ | ------------------ |
| Militare |                                            |                    |
|          | Defense Distinguished Service Medal        | 1970               |
|          | Army Distinguished Service Medal           | 1918               |
|          | Navy Distinguished Service Medal           | 1919               |
|          | Air Force Distinguished Service Medal      | 1960               |
|          | Transportation Distinguished Service Medal | 1992               |
|          | Coast Guard Distinguished Service Medal    | 1949               |

| Nastro | Onorificenza                                                 | Data di fondazione |
| ------ | ------------------------------------------------------------ | ------------------ |
| Civile |                                                              |                    |
|        | President's Award for Distinguished Federal Civilian Service | 1957               |
|        | Department of State Secretary's Distinguished Service Award  | ?                  |
|        | Department of Defense Distinguished Civilian Service Award   | ?                  |
|        | Navy Distinguished Civilian Service Award                    | ?                  |
|        | NASA Distinguished Service Medal                             | 1959               |
|        | National Intelligence Distinguished Service Medal            | 1993               |
|        | National Intelligence Distinguished Public Service Medal     | 2008               |
|        | Department of Transportation Distinguished Service Medal     | 1992               |
|        | Merchant Marine Distinguished Service Medal                  | 1943               |